# Replikas
Replikas – turecki zespół grający muzykę post-rock, rock awangardowy i rock psychodeliczny, założony i działający w Stambule.

## Historia
Ich debiutancki album Köledoyuran został wydany w 2000. Druga płyta, Dadaruhi, pojawiła się w 2002. Po współpracy z Doublemoon grupa nagrała swój trzeci album studyjny, Avaz, w 2005. Producentem tego albumu był Wharton Tiers znany ze współpracy z zespołem Sonic Youth, który wywarł znaczący wpływ na twórczość Replikas.
Muzyka zespołu Replikas znalazła się na ścieżce dźwiękowej do filmów Maruf i İki Genç Kız. Grupa współpracowała nad wersją na żywo Şahar Daği do muzycznej sceny filmu dokumentalnego Życie jest muzyką z roku 2005 reżyserowanego przez Fatiha Akına. Ścieżka dźwiękowa z tego filmu znalazła się na płycie Film Müzikleri wydanej przez Pozitif w 2006.
Ich ostatni album Zerre został wyprodukowany przez zespół i wydany przez Peytone Music w grudniu 2008.

## Dyskografia
- 2008: Zerre
- 2006: Film Müzikleri
- 2005: Avaz
- 2002: Dadaruhi
- 2000: Köledoyuran